# وريد سطحي
الأوردة السطحية (بالإنجليزية: Superficial vein)‏ هو الوريد الذي هو على مقربة من سطح الجسم. هذا يختلف عن الأوردة العميقة التي هي بعيدة عن السطح.
لا يتم إقران الأوردة السطحية بشريان، على عكس الأوردة العميقة، التي عادة ما يكون لها شريان يحمل نفس الاسم بالقرب منه.
الأوردة السطحية مهمة من الناحية الفسيولوجية لتبريد الجسم. عندما يكون الجسم ساخنًا جدًا، يقوم الجسم بنقل الدم من الأوردة العميقة إلى الأوردة السطحية، لتسهيل نقل الحرارة إلى المناطق المحيطة. يمكن رؤية الأوردة السطحية تحت الجلد. أولئك الذين هم دون مستوى القلب يميلون إلى الانتفاخ. يمكن أن يشهد هذا بسهولة في اليد: عند الرفع فوق مستوى القلب ويجب أن يستنزف الدم؛ عند الخفض تحت مستوى القلب سوف تملأ. تصبح الأوردة أكثر بروزًا عند رفع الأثقال، خاصة بعد فترة من التدريب على تمارين القوة.
من الناحية الفسيولوجية، فإن الأوردة السطحية ليست بنفس أهمية الأوردة العميقة (لأنها تحمل كمية أقل من الدم) وأحيانًا تتم إزالتها في إجراء يسمى تجريد الأوردة، والذي يستخدم لعلاج الدوالي الوريدية.
تقوم وزارة الصحة والخدمات الإنسانية بالولايات المتحدة بالتمييز التالي: «يمكن عادةً رؤية الأوردة العنكبوتية تحت الجلد، لكنها لا تجعل الجلد منتفخًا مثل الدوالي».

## بعض الأوردة السطحية المسماة
- الوريد الوداجي الظاهر

### الطرف العلوي
- الوريد رأسي - ينزلق على طول العضلة ذات الرأسين: «الوريد التوقيع» لكمال الأجسام.
- وريد مرفقي ناصف - غالبًا ما يستخدم لسحب الدم (بزل الوريد).
- وريد بازلي - عادة ما يكون أكبر وريد في الذراع: وغالبا ما تستخدم للوصول إلى غسيل الكلى.

### الطرف السفلي
- الوريد الصافن الكبير - غالبًا ما يتم «كسبه» لجراحة الشريان التاجي.
- وريد صافن صغير

## وصلات خارجية
- The Veins of the Lower Extremity, Abdomen, and Pelvis – Gray's Anatomy.
- Varicose vein therapy – medlineplus.org.